# RunRunRiRu RanRanRaRa
《RunRunRiRu RanRanRaRa》（日语：るんるんりる らんらんらら）於2011年5月25日由Media Factory發行，是小林優的第4張單曲。

## 概要
前作《HANAJI》發行約兩年後，小林優再次製作單曲，並首次混合了角色歌曲和背景音樂。目前，以其名義發行的所有單曲細碟均為電視動畫的主題曲。
表題曲「RunRunRiRu RanRanRaRa」，是電視動畫《瑪利亞狂熱 ALIVE》的片頭曲，使其連續兩首單曲均為《瑪利亞狂熱》的相關作品。另外，由於第1－4章的片頭曲特別使用了杉田智和的角色歌「妄想戰士 宮前加奈子」，本樂曲在第5章才正式流出。本曲亦運用了3DCG技術製作了PV，首次小林優的動畫形象。在電視動畫片官方網站，PV和錄音製作場景等是被公開的。曲子中，少女和少年的聲音不停交錯等，使用了多種表演方法，而作詞組亦充滿各種各樣的玩味。隨著第2段的旋律開始變得自由和瘋狂，小林優認為本曲已成為非常快樂的歌曲。。動畫周邊評論家和田穰，認為「RunRunRiRu RanRanRaRa」的曲子比前作「HANAJI」更衝擊，全因開始一句「大家，給我變成母豬吧（みんな、メス豚になれ）」。另外，他指出本來充滿童話氣氛的地方，一下子進入粗野變成強勁的曲調，都是令本曲吸引的地方。
同一部動畫的片尾曲「怎樣也停不下來」亦有所收錄，真田麻美、小林優、井上麻里奈都以動畫中登場的角色——宮前加奈子、祇堂鞠也和汐王寺茉莉花的名義唱歌。該曲是翻唱山本Linda的同名樂曲。而本細碟的第3曲「Don't Mind Don't Mind！」，亦於動畫作為第12章的片尾曲。樂曲中小林優用著祇堂鞠也的聲調獻唱，對小林來說是一首「帥曲子」，彰顯鞠也的魅力和生氣。就此，所有本碟收錄的新曲都於動畫中使用。
本碟分有初回限定版和通常版，前者捆綁收錄了PV的DVD發售，色彩亦不一樣。另外，「Don't Mind Don't Mind！」、動畫中舍監老師和與那國唱的角色歌曲「SU-KON-BU」、第1期電視動畫的主題曲和背景音樂亦只限於初回限定版收錄。動畫周邊評論家和田穰認為這樣的構成，令初回限定版跟BEST COLLECTION差不多。

## 收錄歌曲

### 限定版
1. （RunRunRiRu RanRanRaRa）
演唱：小林優；茉莉花（井上麻里奈）（茉莉花版），作詞：達純更，作曲、編曲：奥田

1. （怎樣也停不下來）
演唱：天妃少女合唱团（真田麻美、小林優、井上麻里奈），作詞：阿久悠，作曲：都倉俊一，編曲：三浦誠司

1. （Don't Mind Don't Mind！）
演唱：祇堂鞠也（小林優），和聲：極好的朋友們，作詞：有森聰美，作曲、編曲：鈴木盛廣

1. HANAJI（鼻血）
演唱：小林優，作詞：有森聰美，作曲：村井大

1. （心头小鹿乱撞）
演唱：天妃少女合唱团（真田麻美、小林優、井上麻里奈），作詞：松本隆，作曲：細野晴臣、坂本龍一、高橋幸宏，編曲：依田和夫

1. SU-KON-BU (限定收錄版)
2. 歌：寮長先生（沢城みゆき）&与那国さん（松来未祐） 
作詞：有森聰美，作曲、編曲：とくP

1. 茉莉花日誌配樂 #1
2. （原聲卡拉OK版）
3. （原聲卡拉OK版）
4. （原聲卡拉OK版）

### 通常版
1. （原聲卡拉OK版）

## 外部連結
- 《瑪利亞狂熱》動畫官網 音樂資訊